# Pitalito Airport
Pitalito Airport är en flygplats i Colombia.   Den ligger i departementet Huila, i den sydvästra delen av landet, 400 km sydväst om huvudstaden Bogotá. Pitalito Airport ligger 1 282 meter över havet.
Terrängen runt Pitalito Airport är huvudsakligen kuperad, men den allra närmaste omgivningen är platt. Runt Pitalito Airport är det ganska tätbefolkat, med 124 invånare per kvadratkilometer. Närmaste större samhälle är Pitalito, 4,3 km öster om Pitalito Airport. Omgivningarna runt Pitalito Airport är en mosaik av jordbruksmark och naturlig växtlighet.